# Genocidio culturale
Genocidio culturale è la distruzione deliberata dell'eredità culturale di una popolazione o di una nazione per ragioni politiche, militari, religiose, ideologiche, etniche o razziali.

## La legge internazionale
Già nel 1933, Raphael Lemkin propose una componente culturale del genocidio, che egli chiamò "vandalismo".
Comunque, i responsabili della convenzione del 1948 sui genocidi lasciarono cadere il concetto dalle loro considerazioni. La definizione legale di genocidio è lasciata non specificata circa l'esatta natura in cui il genocidio è fatto, se è la distruzione di un gruppo razziale, religiosso, etnico o nazionale.
L'articolo 7 di una bozza del 1994 della dichiarazione delle Nazioni Unite sui diritti delle popolazioni indigene usa l'espressione "genocidio culturale" ma non definisce che cosa significhi. L'articolo completo è questo:
«Le persone indigene hanno il diritto collettivo e individuale a non essere soggetti a etnocidio e genocidio culturale, inclusa la prevenzione di la riparazione per:
(a) Ogni azione che ha lo scopo o l'effetto di privarli della loro integrità come persone distinte, o dei loro valori culturali o identità etniche;
(b) Ogni azione che ha lo scopo o l'effetto di espropriarli delle loro terre, territori o risorse;
(c) Ogni forma di trasferimento della popolazione che ha lo scopo o l'effetto di violare o minare i loro diritti;
(d) Ogni forma di assimilazione o integrazione con altre culture o stili di vita imposti loro con misure legislative, amministrative o altre;
(e) Ogni forma di propaganda diretta contro di loro».
È da notare che questa dichiarazione è apparsa solo in una bozza. La dichiarazione delle Nazioni Unite sui diritti delle popolazioni indigene è stata adottata dall'Assemblea Generale delle Nazioni Unite durante la sua 62 esima sessione presso il palazzo di vetro dell'ONU a New York il 13 settembre 2007, ma parla solo di "genocidio", non di  "genocidio culturale", sebbene l'articolo non sia cambiato.
Accanto al suo valore legale, il termine ha acquisito un valore retorico come un'espressione che è usata per protestare contro la distruzione dell'eredità culturale.

## Esempi di utilizzo del termine
- In riferimento alle politiche delle Potenze dell'Asse (in primo luogo, la Germania nazista) nei confronti di alcune nazioni nel corso della Seconda guerra mondiale (ad esempio la distruzione della cultura polacca).[5]
- Nel 2007, un membro del Parlamento canadese criticò la distruzione di documenti che definivano il trattamento dei membri delle Prime nazioni come "genocidio culturale" da parte del Ministro degli Affari Indiani.[6]
- La distruzione da parte dell'Azerbaigian di migliaia di pietre tombali armene medievali (khachkar) presso il cimitero di Julfa in Naxçıvan, e la seguente negazione dell'Azerbaigian che il sito archeologico fosse mai esistito, è stato ampiamente scritto come un esempio di genocidio culturale.[7][8]
- Quando il ministro dei beni culturali della Turchia riaprì la chiesa di Aghtamar come un museo, i critici contestarono l'utilizzo del suo nome trasformato in turco, vedendo in questo una negazione dell'eredità armena della regione e come una sorta di "genocidio culturale".[9]
- Alcuni studiosi hanno discusso se "genocidio culturale" descriva correttamente la soppressione della lingua, della storia e delle tradizioni coreane da parte del Giappone durante l'occupazione dal 1910 al 1945.[10]
- Alcune persone di destra hanno applicato il termine "genocidio culturale" a quello che loro vedono come il decadimento della civiltà occidentale a causa delle politiche liberali sull'immigrazione, della diversità e del multiculturalismo.[11][12]
- Nel 1989, Robert Badinter, un avvocato francese di grande fama, partecipò ad un famoso programma televisivo francese, Apostrophes, dedicato ai diritti umani, con il Dalai Lama Tenzin Gyatso. Parlando della scomparsa della cultura tibetana nel Tibet, Robert Badinter utilizzò il termine "genocidio culturale".[13] Più tardi, e per la prima volta nel 1993, il Dalaï Lama usò la stessa espressione di genocidio culturale per descrivere la distruzione della cultura tibetana.[14] Più recentemente, durante i fermenti del Tibet del 2008, il Dalai Lama accusò la Cina di praticare il genocidio culturale contro il popolo del Tibet.[15]
- Secondo Rebiya Kadeer, presidente dell'Associazione Americana degli Uiguri, «In nome della cosiddetta educazione bilingue, le autorità cinesi hanno cominciato ad imporre la lingua cinese e sostituire la lingua uigura. Hanno cominciato gradualmente a cancellare la lingua, la scrittura, la letteratura e lo stile di vita degli Uiguri. Noi consideriamo questo una sorta di genocidio culturale, un sistema per eradicare gradualmente la popolazione uigura». In aggiunta, è riconosciuto che il governo cinese ha costretto ad abortire delle donne uigure e ne ha portato una cifra stimata in 60 000 nelle fabbriche del continente cinese.[16] Numerose altre fonti[17][18][19][20][21][22] parlano di genocidio culturale degli uiguri, anche in relazione al loro trattamento e alle presunte violazioni dei diritti umani nei campi di rieducazione dello Xinjiang.
- Le pulizie etniche perpetrate contro i Kashmiri Pandit dai militari musulmani nella campagna per la secessione del Kashmir dall'Unione Indiana. Dall'inizio delle violenze nel 1989, il 90% dei Kashmiri Pandit nella valle sono stati costretti a partire. Gli esiliati vivono adesso come rifugiati presso Nuova Delhi.
- La politica di Pol Pot e dei Khmer rossi in Cambogia fu particolarmente violenta nei confronti della società e della struttura sociale cambogiana.